# شیز آلستون
شیز آلستون (انگلیسی: Shizz Alston؛ زادهٔ ۲۱ سپتامبر ۱۹۹۶) بازیکن بسکتبال اهل ایالات متحده آمریکا است.